# كايتانو فالديز إي فلوريس
كايتانو فالديز إي فلوريس (بالإسبانية: Cayetano Valdés y Flórez)‏ هو عسكري وبحار إسباني، ولد في 28 سبتمبر 1767 في إشبيلية في إسبانيا، وتوفي في 6 فبراير 1835 في سان فرناندو في إسبانيا.